# (5163) Vollmayr-Lee
(5163) Vollmayr-Lee – planetoida z pasa głównego planetoid.

## Odkrycie i nazwa
Została odkryta 9 października 1983 roku przez Joe Wagnera w stacji Anderson Mesa należącej do Lowell Observatory. Nazwa pochodzi od Kathariny Vollmayr-Lee (ur. 1967), profesor na wydziale fizyki i astronomii na Bucknell University. Badała ona zachowanie szkieł strukturalnych oraz materiałów granulowanych stosując symulacje komputerowe.

## Orbita
(5163) Vollmayr-Lee obiega Słońce w średniej odległości 2,47 j.a. w czasie 3 lat i 321 dni.